# Dr. Black, Mr. Hyde
Dr. Black, Mr. Hyde è un film del 1976 diretto da William Crain, tratto dal romanzo Lo strano caso del dottor Jekyll e del signor Hyde del 1886 di Robert Louis Stevenson.
Come il film Blacula, diretto dallo stesso regista nel 1972, è un film horror appartenente al genere blaxploitation.

## Trama
Il celebre scienziato dottor Henry Pride sta lavorando ad un rimedio sperimentale per curare le malattie del fegato. Insieme alla sua collega, la dottoressa Billie Worth, perfeziona un siero che ha il potere di riparare le cellule danneggiate. Il dr. Pride inizia una serie di esperimenti su se stesso che avranno delle tragiche conseguenze.